# José Rodríguez Jiménez
José Rodríguez Jiménez (Albox, 29 de junio de 1926-Murcia, 22 de febrero de 2020) fue un magistrado español, presidente de la Audiencia Territorial de Albacete entre 1984 y 1989 y del Tribunal Superior de Justicia de Castilla-La Mancha entre 1989 y 1996. También fue presidente de la Audiencia Provincial de Almería entre 1980 y 1984.

## Biografía
Nació en 1926 en Albox, Almería. Estudió Derecho en la Universidad de Murcia, obteniendo el título en 1949 con premio extraordinario. Ingresó en la carrera judicial en 1951. Su primer destino fue el Juzgado de Primera Instancia e Instrucción de Purchena, pasando después por los de Vélez-Rubio, Berja y Cuevas del Almanzora.
Fue promovido a magistrado en 1964, siendo destinado a la Audiencia Provincial de Huelva. Fue magistrado juez en los Juzgados de Primera Instancia e Instrucción de Alicante y Murcia y en 1980 presidente de la Audiencia Provincial de Almería hasta 1984.
Posteriormente desempeñó su labor como presidente de la Audiencia Territorial de Albacete desde 1984, siendo elegido presidente del Tribunal Superior de Justicia de Castilla-La Mancha en 1989, cargo que ejerció hasta 1996, cuando fue sustituido por Emilio Frías Ponce. Hasta el año 2000 fue consejero del Consejo Consultivo de Castilla-La Mancha como miembro nato en calidad de expresidente del alto tribunal castellano-manchego. Falleció en Murcia en 2020 a los 93 años de edad.

## Distinciones
- Cruz de Honor de la Orden de San Raimundo de Peñafort
- Cruz Distinguida de Primera Clase de la Orden de San Raimundo de Peñafort
- Medalla de la Universidad de Castilla-La Mancha